# Empis clausa
Empis clausa är en tvåvingeart som beskrevs av Daniel William Coquillett 1895. Empis clausa ingår i släktet Empis och familjen dansflugor. Inga underarter finns listade i Catalogue of Life.